# Post (Belgique)
Pour les articles homonymes, voir Post.
Post (Pass en luxembourgeois) est un village belge situé dans la commune d'Attert en province de Luxembourg et Région wallonne.
Il se situe en bordure ouest de la route nationale N4.
La langue officielle est le français, mais la langue vernaculaire est le luxembourgeois.
Le saint-patron de l'église est saint Michel. 
Les habitants sont les postois (es)